# Аршон (Эна)
Аршо́н (фр. Archon) — коммуна во Франции, находится в регионе Пикардия. Департамент коммуны — Эна. Входит в состав кантона Вервен. Округ коммуны — Вервен.
Код INSEE коммуны — 02021.

## Население
Население коммуны на 2010 год составляло 87 человек.
| 1962 | 1968 | 1975 | 1982 | 1990 | 1999 | 2010 |
| ---- | ---- | ---- | ---- | ---- | ---- | ---- |
| 154  | 146  | 128  | 118  | 87   | 83   | 87   |

## Экономика
В 2010 году среди 44 человек трудоспособного возраста (15—64 лет) 30 были экономически активными, 14 — неактивными (показатель активности — 68,2 %, в 1999 году было 60,4 %). Из 30 активных жителей работали 28 человек (16 мужчин и 12 женщин), безработных было 2 (1 мужчина и 1 женщина). Среди 14 неактивных 4 человека были учениками или студентами, 5 — пенсионерами, 5 были неактивными по другим причинам.